# Carmen Posadas
Carmen Posadas (Montevideo, 13 agosto 1953) è una scrittrice uruguaiana.

## Biografia
Figlia di un diplomatico e di una restauratrice, Carmen Posadas è la primogenita di quattro fratelli, tre femmine e un maschio.
Vive in Uruguay fino ai dodici anni quando, a causa della professione del padre è costretta a trasferirsi in Argentina, Spagna, Inghilterra, dove frequenta il collegio, e Russia. Comincia gli studi universitari all'Università di Oxford ma li abbandona il primo anno per sposarsi, a Mosca, con Rafael Ruiz de Cueto, conosciuto grazie a un appuntamento al buio. Da questo matrimonio nascono due figlie, Sofía (1975) e Jimena (1978).
Nel 1983 si interrompe il suo primo matrimonio e Carmen si trasferisce a Londra dai genitori insieme alle due figlie. 
Il 10 marzo 1988 si sposa in seconde nozze con Mariano Rubio, che in quel momento era Governatore del Banco di Spagna.
Nel 1980 comincia la carriera letteraria scrivendo letteratura infantile e per ragazzi che porterà avanti fino al 1987. Il suo primo lavoro di narrativa è Escena improbable, scritto in collaborazione con Lucrecia King-Hedinger.
Oltre a saggi e romanzi, Carmen Posadas scrive anche copioni per cinema e televisione.
La morte di suo padre e di suo marito, entrambi deceduti nel 1999, le infligge un duro colpo.
Nel 2002 viene definita dalla rivista Newsweek "una delle autrici latinoamericane più rilevanti della sua generazione".
I suoi libri sono tradotti in 21 lingue.
Il giornalista Moisés Ruiz, Professore dell'Università Europea di Madrid, ha scritto e pubblicato una biografia dell'autrice dal titolo Carmen Posadas (Adhara, 2007).

## Opere

### Narrativa per bambini e ragazzi
- Una cesta entre los juncos, racconto per bambini, 1980.
- El cazador y el pastor, racconto per bambini, 1980.
- El chico de la túnica de colores, racconto per bambini, 1980.
- Hacia una tierra desconocida, racconto per bambini, 1980.
- El Niño de Belén, racconto per bambini, 1980.
- El pastor que llegó a ser Rey, racconto per bambini, 1980.
- El señor viento Norte, racconto per bambini, 1983.
- Kiwi, racconto per bambini, 1986.
- Hipo canta, racconto per bambini, 1987.
- María Celeste, racconto per bambini, 1994.
- Liliana, bruja urbana, racconto per bambini, 1995.
- Dorilda, racconto per bambini, 2000.
- Dorilda y Pancho, racconto per bambini, 2003.

### Narrativa
- Mi hermano Salvador y otras mentiras, racconti, 1990.
- El mercader de sueños y otros relatos, racconti, 1990.
- Una ventana en el ático, romanzo, 1990.
- Cinco moscas azules, romanzo, 1996.
- Nada es lo que parece, racconti, 1997.
- Pequeñas infamias, romanzo, 1998 (Romanzo vincitore del XLVII Premio Planeta 1998).
- La bella Otero, romanzo, 2001.
- El buen sirviente, romanzo, 2003.
- Juego de niños, romanzo, 2006.
- Hoy caviar, mañana sardinas, romanzo, 2008 in collaborazione col fratello Gervasio Posadas.
- La cinta roja, romanzo, 2008.
- Invitación a un asesinato, romanzo, 2010.

### Saggistica
- Yuppies, jet set, la movida y otras especies, saggio, 1987.
- El síndrome de Rebeca: guía para conjurar fantasma, saggio, 1988.
- Padres, padres, saggio, 1993.
- Un veneno llamado amor, saggio, 1999.
- Por el ojo de la cerradura, saggio, 2001.
- La hernia de Viriato, saggio, 2002, in collaborazione con sua figlia Sofia.
- A la sombra de Lilith, saggio, 2004, in collaborazione con Sophie Courgeon.

## Edizioni italiane
- Piccole infamie, traduzione di B. Bertoni, Sperling & Kupfer, 2003, pp. 295, ISBN 88-8274-490-6.
- Un gioco da bambini, traduzione di A. San Sebastián, Frassinelli, 2007, pp. 365, ISBN 978-88-7684-973-2.
- Invito a un assassinio, traduzione di M.B. Piccioli, Marco Tropea Editore, 2012, pp. 320, ISBN 978-88-558-0224-6.
- Kiwi, con illustrazioni di A. Manfredi, traduzione di M. Cimmino, #logosedizioni, 2018, pp. 56, ISBN 978-88-576-0983-6.